# Passo Pordoi
O Passo Pordoi (em italiana: Passo Pordoi, em ladino: Jof de Pordou), é um passo de montanha localizado nas Dolomitas a 2 239 msnm.
Localizado na fronteira das regiões do Véneto e Trentino-Alto Ádige, liga Arabba no Val Cordevole (província de Belluno) com Canazei no Val di Fassa (província de Trento), através da estrada estatal SP 48. Encontra-se situado entre o grupo de Sella no norte e o grupo de Marmolada ao sul.

## Ciclismo
O Passo Pordoi é uma das subidas mais famosas do Giro d'Italia. A vertente que sobe a partir de Canazei tem um comprimento de 13 quilómetros com uma pendente média de 6%, enquanto a vertente de Arabba, é mais curta (9,4 km) mas maior pendente média (6,8%).
Tem sido a Cima Coppi do Giro d'Italia em 13 ocasiões.
Os finais de etapa do Giro d'Italia que têm acabado nesta cume têm sido:
- 1990 (6 de junho): 16.ª etapa, vencedor Charly Mottet
- 1991 (12 de junho): 17.ª etapa, vencedor Franco Chioccioli
- 1996 (7 de junho): 20.ª etapa, vencedor Enrico Zaina
- 2001 (1 de junho): 13.ª etapa, vencedor Julio Alberto Pérez Cuapio

Os corredores que têm coroado em primeira posição este cume têm sido:
| - 1940: Gino Bartali - 1947: Fausto Coppi - 1948: Fausto Coppi - 1949: Fausto Coppi - 1950: Jean Robic - 1952: Fausto Coppi - 1953: Hugo Koblet - 1954: Fausto Coppi - 1955: José Serra - 1958: Jan Brankerl - 1961: Vito Taccone - 1966: Franco Bitossi - 1967: Aurelio González - 1970: Luciano Amarol - 1971: Marino Basso - 1975: Francisco Galdós | - 1977: Ueli Sutter - 1979: Leonardo Natale - 1983: Marino Lejarreta - 1984: Laurent Fignon - 1986: Pedro Muñoz - 1987: Jean-Claude Bagot - 1989: Roberto Conti - 1990: Maurizio Vandelli e Charly Mottet - 1991: Franco Chioccioli e Claudio Chiappucci - 1993: Miguel Indurain - 1996: Enrico Zaina - 2001: Freddy González e Julio Alberto Perez Cuapio - 2002: Julio Alberto Perez Cuapio - 2006: Juan Manuel Gárate - 2008: Emanuele Sella |

## Galeria de imagens

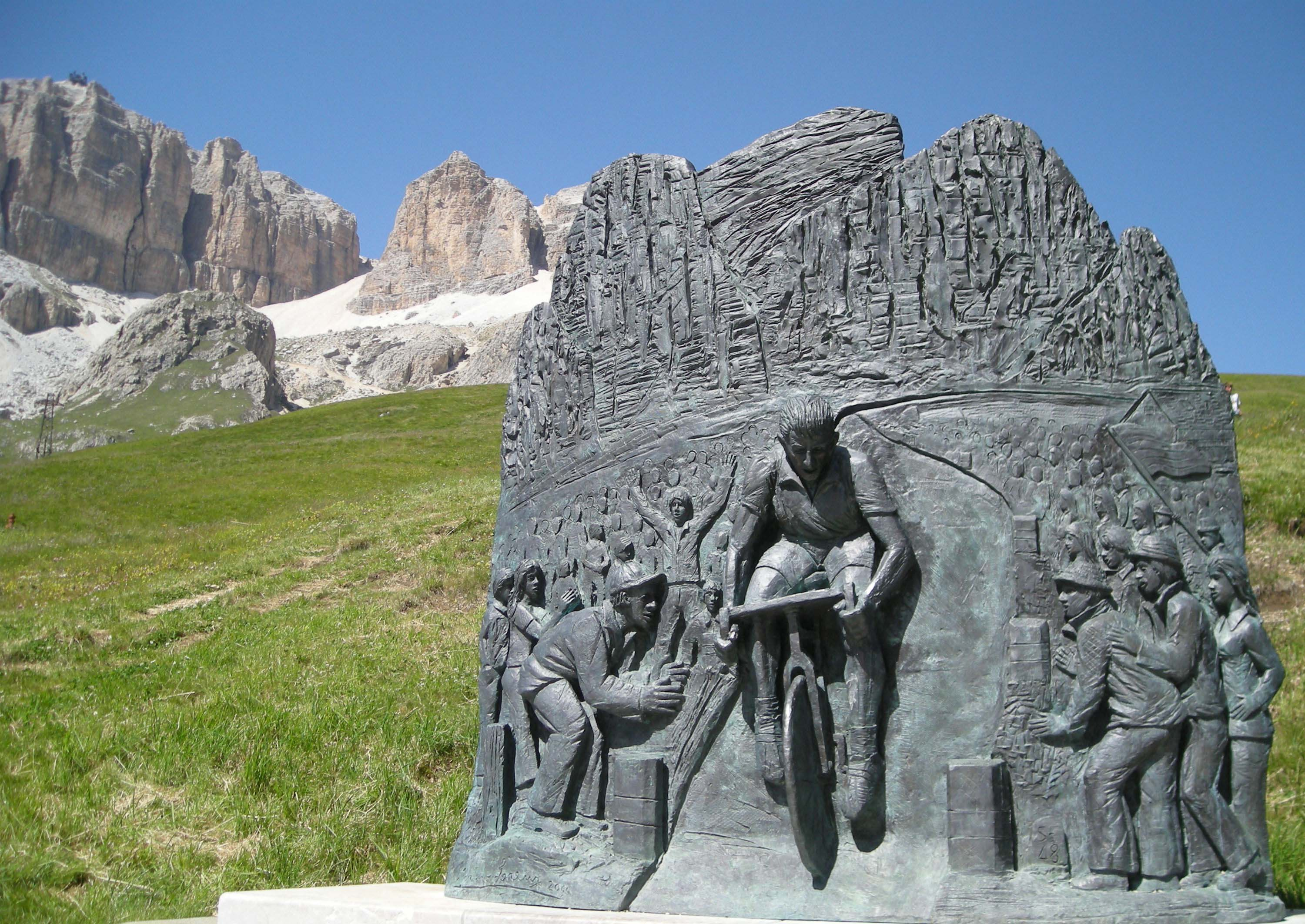
Memorial a Fausto Coppi no Passo do Pordoi
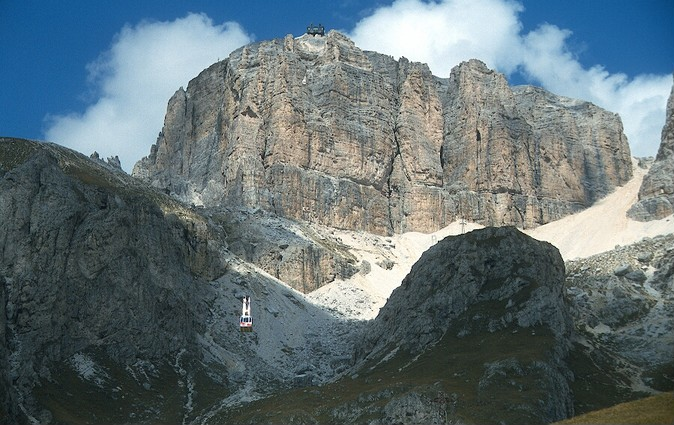
O teleférico que vai ao Pordoi
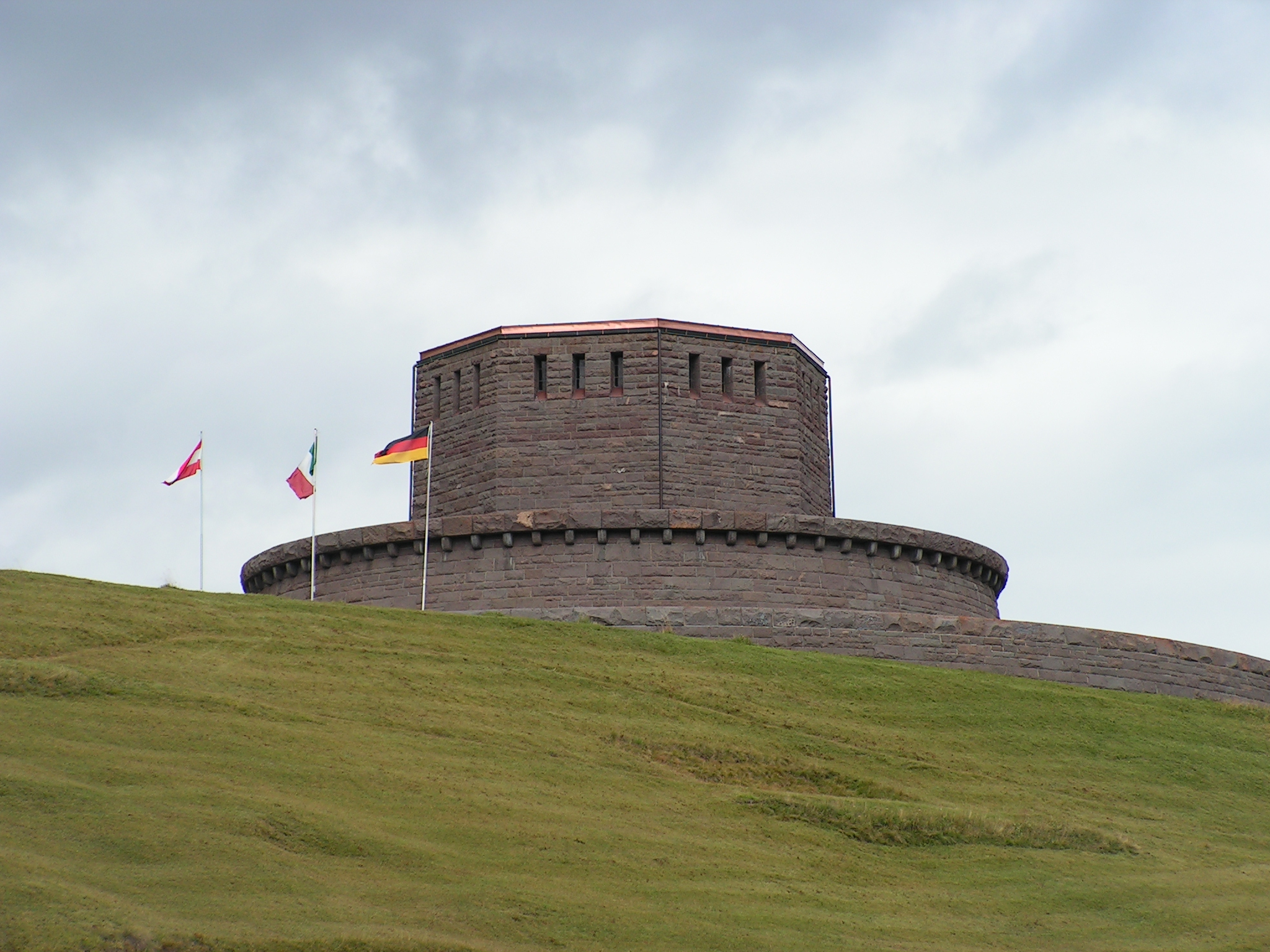
Cemitério militar alemão do Pordoi
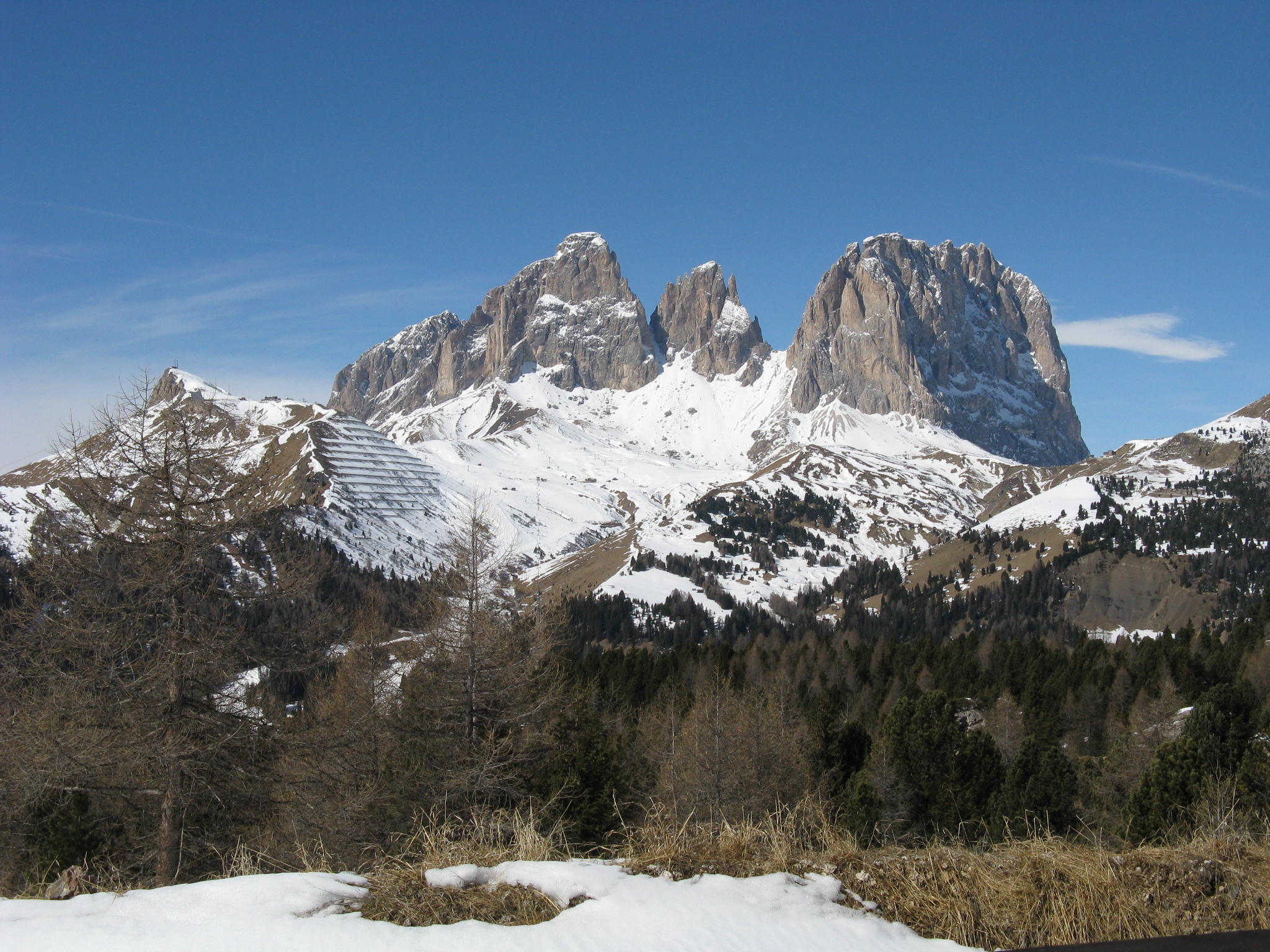
Visto do Sassolungo no Passo Pordoi
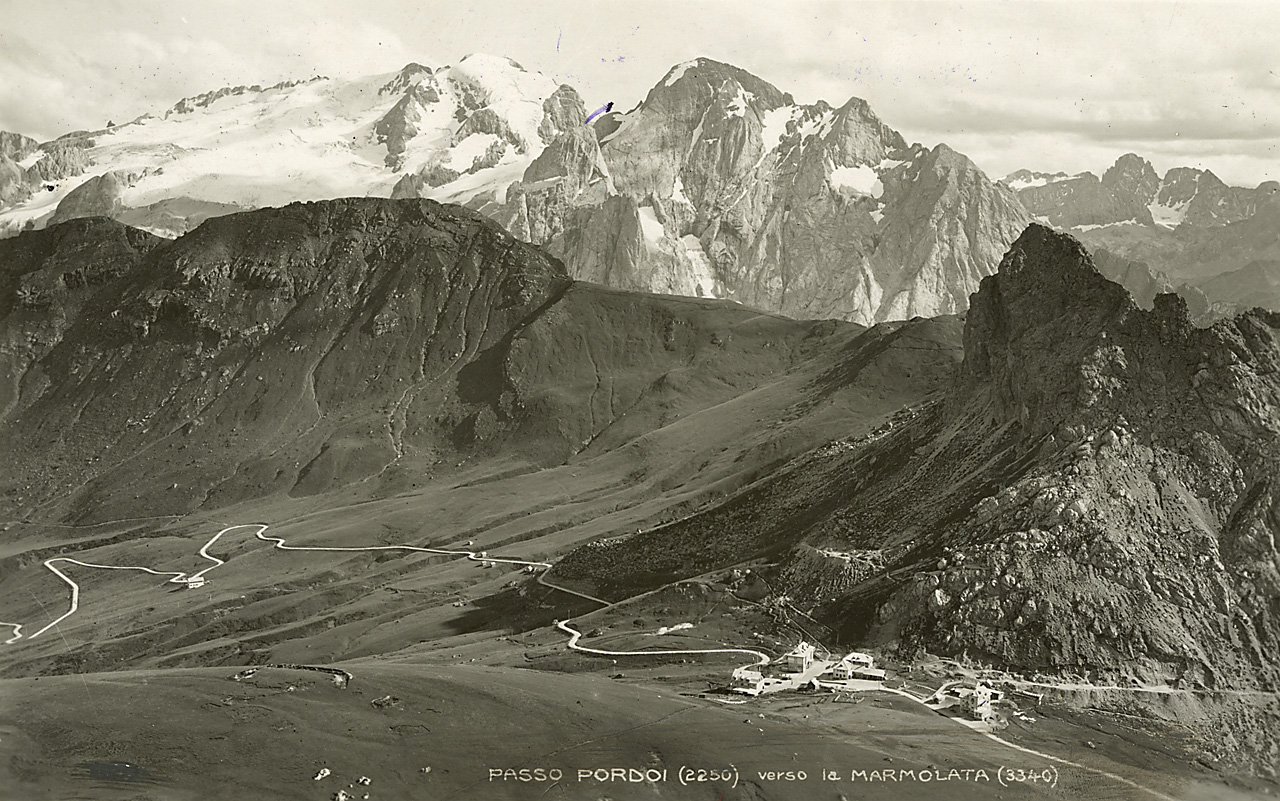
Passo Pordoi numa fotografia histórica

Vista do Passo Pordoi.